# 2021–2022-es svájci labdarúgókupa
A 2021–2022-es svájci labdarúgókupa (angolul: Swiss Cup; németül: Schweizer Pokal) a svájci labdarúgókupa 97. szezonja volt. A sorozat 2021. augusztus 13-án kezdődött és 2022. május 15-én ért véget. A címvédő a Luzern volt. A kupát a Lugano nyerte, története során 4. alkalommal.

## Csapatok
| Kör          | Dátum                   | Mérkőzések száma | Csapatok |
| ------------ | ----------------------- | ---------------- | -------- |
| Első kör     | 2021. augusztus 13–15.  | 32               | 64 → 32  |
| Második kör  | 2021. szeptember 17–19. | 16               | 32 → 16  |
| Harmadik kör | 2021. október 26–27.    | 8                | 16 → 8   |
| Negyeddöntő  | 2022. február 8–10.     | 4                | 8 → 4    |
| Elődöntő     | 2022. április 21.       | 2                | 4 → 2    |
| Döntő        | 2022. május 15.         | 1                | 2 → 1    |

## Első kör
Az első kör mérkőzéseit 2021. augusztus 13 és 15. között bonyolították le.
| 2021. augusztus 13. 19:30 CEST (UTC+2) |

| La Chaux-de-Fonds (4) | 1–7 | Lugano (1)                                                                  |
| --------------------- | --- | --------------------------------------------------------------------------- |
| Ramdani 67'           |     | Bottani 12' 21' 41' Čovilo 27' (11-esből) Abubakar 50' Lungoyi 71' Muci 89' |

| Stade de la Charrière, La Chaux de Fonds |

| 2021. augusztus 13. 20:00 CEST (UTC+2) |

| Paradiso (4)                                | 3–1 (h. u.) | Young Fellows Juventus (3) |
| ------------------------------------------- | ----------- | -------------------------- |
| Becchio 36' (11-esből) Lleshi 105+1' 120+1' |             | da Costa 59'               |

| Pian Scairolo, Paradiso |

| 2021. augusztus 13. 20:15 CEST (UTC+2) |

| Binningen (5) | 0–7 | Schaffhausen (2)                                                           |
| ------------- | --- | -------------------------------------------------------------------------- |
|               |     | Del Toro 8' 31' Vogrig 18' Rodríguez 40' Padula 51' Berglas 56' Leunit 76' |

| Spiegelfeld, Binningen |

| 2021. augusztus 14. 16:00 CEST (UTC+2) |

| Solothurn (4) | 0–10 | Zürich (1)                                                                                         |
| ------------- | ---- | -------------------------------------------------------------------------------------------------- |
|               |      | Pollero 3' 19' Marchesano 4' 35' 45+1' Gogia 23' Gnonto 61' (11-esből) Krasniqi 76' Ceesay 84' 87' |

| Stadion FC Solothurn, Solothurn |

| 2021. augusztus 14. 16:00 CEST (UTC+2) |

| Winkeln SG (6)              | 1–7 | Concordia (5)                                            |
| --------------------------- | --- | -------------------------------------------------------- |
| Grunenfelder 40' (11-esből) |     | Alessio 9' 21' 66' Validzic 29' Ahmeti 65' 73' Jenni 72' |

| Grundenmoos, Sankt Gallen |

| 2021. augusztus 14. 16:00 CEST (UTC+2) |

| Baden (4)               | 2–4 | Biel (3)                                          |
| ----------------------- | --- | ------------------------------------------------- |
| Teichmann 15' Weber 43' |     | Grasso 29' Colamartino 41' Mader 47' Ghomrani 86' |

| Esp Stadion, Fislisbach |

| 2021. augusztus 14. 17:00 CEST (UTC+2) |

| Seuzach (5) | 0–12 | Yverdon (2)                                                                                    |
| ----------- | ---- | ---------------------------------------------------------------------------------------------- |
|             |      | Koné 8' 37' 39' 57' Ninte 11' 86' Beleck 13' 53' Gétaz 20' Mobulu 43' Eleouet 69' Eberhard 80' |

| Sportplatz Rolli, Seuzach |

| 2021. augusztus 14. 17:00 CEST (UTC+2) |

| Saint-Léonard (6)    | 1–3 | Porrentruy (6)                         |
| -------------------- | --- | -------------------------------------- |
| Petit 82' (11-esből) |     | Jolidon 13' (11-esből) 87' Gabioud 80' |

| Stade des Daillets, Saint-Léonard |

| 2021. augusztus 14. 17:00 CEST (UTC+2) |

| Nyonnais (3) | 0–1 | Wil (2)       |
| ------------ | --- | ------------- |
|              |     | Muntwiler 43' |

| Colovray Sports Centre, Nyon |

| 2021. augusztus 14. 17:00 CEST (UTC+2) |

| Escholzmatt-Marbach (7)                        | 3–4 (h. u.) | Iliria (6)                                          |
| ---------------------------------------------- | ----------- | --------------------------------------------------- |
| Kaufmann 10' (11-esből) Schopfer 40' Azizi 81' |             | Andrijasevic 55' Halimi 83' Dakaj 90+6' Frrokaj 98' |

| Sportplatz Ebnet, Escholzmatt-Marbach |

| 2021. augusztus 14. 17:30 CEST (UTC+2) |

| Grand-Saconnex (5) | 2–2 (büntetők után) | Chênois (4)             |
| ------------------ | ------------------- | ----------------------- |
| Carballo 86' 118'  |                     | Passi 13' Imbriaco 104' |

| Stade du Blanché, Le Grand-Saconnex |

| 2021. augusztus 14. 17:30 CEST (UTC+2) |

| Echichens (5) | 0–2 | Lausanne (1)            |
| ------------- | --- | ----------------------- |
|               |     | Puertas 48' Amdouni 51' |

| Terrain Grand Record, Echichens |

| 2021. augusztus 14. 18:00 CEST (UTC+2) |

| Unterstrass (5) | 1–3 (h. u.) | Chiasso (3)                                            |
| --------------- | ----------- | ------------------------------------------------------ |
| Sall 51'        |             | Maccoppi 90+6' (11-esből) Carrasco 101' Ronchetti 118' |

| Steinkluppe, Zürich |

| 2021. augusztus 14. 18:00 CEST (UTC+2) |

| Châtel-St-Denis (5) | 1–8 | Thun (2)                                                                                 |
| ------------------- | --- | ---------------------------------------------------------------------------------------- |
| Selimi 90'          |     | Dzonlagic 14' Kyeremateng 44' 45' Ndongo 47' Roth 64' Hiran 79' Chihadeh 81' Schmidt 87' |

| Stade du Lussy, Châtel-Saint-Denis |

| 2021. augusztus 14. 18:00 CEST (UTC+2) |

| Münsingen (4) | 0–5 | St. Gallen (1)                                                 |
| ------------- | --- | -------------------------------------------------------------- |
|               |     | Schubert 9' Ruiz 21' (11-esből) Youan 33' Görtler 71' Duah 89' |

| Sportanlage Sandreutenen, Münsingen |

| 2021. augusztus 14. 18:00 CEST (UTC+2) |

| Littau (6) | 1–4 | Young Boys (1)                                 |
| ---------- | --- | ---------------------------------------------- |
| Izzo 90'   |     | Kanga 18' Sierro 42' Aebischer 52' Zesiger 57' |

| Ruopigen, Littau |

| 2021. augusztus 14. 18:00 CEST (UTC+2) |

| Lachen/Altendorf (5) | 0–6 | Neuchâtel Xamax (2)                                           |
| -------------------- | --- | ------------------------------------------------------------- |
|                      |     | Mafouta 17' 31' 64' Tavares 42' D'Alto 78' Haile-Selassie 90' |

| Peterswinkel, Lachen |

| 2021. augusztus 14. 18:00 CEST (UTC+2) |

| Hausen am Albis (8) | 0–6 | Black Stars (3)                                                              |
| ------------------- | --- | ---------------------------------------------------------------------------- |
|                     |     | Ouedraogo 26' (11-esből) Ferreira 36' 56' Adamczyk 41' Zunic 42' Fazlija 51' |

| Jonentäli, Hausen am Albis |

| 2021. augusztus 14. 18:00 CEST (UTC+2) |

| Gambarogno - Contone (5) | 0–2 | Étoile Carouge (3)     |
| ------------------------ | --- | ---------------------- |
|                          |     | Boussaha 27' Konan 85' |

| Centro Sportivo Regionale Magadino, Magadino |

| 2021. augusztus 14. 18:00 CEST (UTC+2) |

| Bubendorf (5) | 0–3 | Sion (1)                               |
| ------------- | --- | -------------------------------------- |
|               |     | Stojilković 5' Karlen 37' Uldriķis 75' |

| Brühl, Bübendorf |

| 2021. augusztus 14. 19:00 CEST (UTC+2) |

| Rapperswil-Jona (3)         | 2–3 | Lausanne Ouchy (2)              |
| --------------------------- | --- | ------------------------------- |
| Ciarrocchi 46' Casciato 66' |     | Chader 40' Ajdini 45' Bamba 79' |

| Stadion Grünfeld, Rapperswil |

| 2021. augusztus 14. 19:30 CEST (UTC+2) |

| Vevey (4) | 1–3 | Kriens (2)                      |
| --------- | --- | ------------------------------- |
| Cid 76'   |     | Binous 67' Mulaj 84' Aliu 90+3' |

| Stade de Copet, Vevey |

| 2021. augusztus 14. 20:00 CEST (UTC+2) |

| Delémont (4) | 0–6 | Winterthur (2)                                                    |
| ------------ | --- | ----------------------------------------------------------------- |
|              |     | Buess 32' (11-esből) Baak 53' Isik 62' Ballet 76' 86' Volkart 79' |

| La Blancherie, Delémont |

| 2021. augusztus 15. 14:00 CEST (UTC+2) |

| Schönenverd-Niedergösgen (6) | 0–7 | Basel (1)                                                                           |
| ---------------------------- | --- | ----------------------------------------------------------------------------------- |
|                              |     | Tushi 21' 62' Petretta 38' Palacios 41' (11-esből) Males 53' Sène 57' Lo Priore 58' |

| Inseli, Niedergösgen |

| 2021. augusztus 15. 14:00 CEST (UTC+2) |

| Widnau (5) | 0–5 | Grasshoppers (1)                                           |
| ---------- | --- | ---------------------------------------------------------- |
|            |     | Demhasaj 5' Momoh 53' Gjorgjev 56' Santos 59' Da Silva 72' |

| Aegeten, Widnau |

| 2021. augusztus 15. 15:00 CEST (UTC+2) |

| Genolier-Begnins (5) | 1–7 | Bulle (4)                                           |
| -------------------- | --- | --------------------------------------------------- |
| Gianina 78'          |     | Bersier 18' 63' 65' 73' Deschenaux 36' 82' Edoh 47' |

| Terrain du Pesant d'Or, Genolier |

| 2021. augusztus 15. 15:00 CEST (UTC+2) |

| Amical Saint-Prex (5) | 0–6 | Servette (1)                                                     |
| --------------------- | --- | ---------------------------------------------------------------- |
|                       |     | Antunes 1' 23' 45+1' Oberlin 41' Valls 82' (11-esből) Mendes 83' |

| Stade de Marcy, Saint-Prex |

| 2021. augusztus 15. 15:30 CEST (UTC+2) |

| Dardania Lausanne (6) | 1–2 (h. u.) | Rorschach (5)               |
| --------------------- | ----------- | --------------------------- |
| Shehu 65'             |             | Baumann 50' Janjatovic 111' |

| Centre sportif de Chavannes, Chavannes |

| 2021. augusztus 15. 16:00 CEST (UTC+2) |

| Cham (3) | 0–1 | Luzern (1)   |
| -------- | --- | ------------ |
|          |     | Ndiaye 45+1' |

| Stadion Eizmoos, Cham |

| 2021. augusztus 15. 16:00 CEST (UTC+2) |

| Bosporus (6) | 1–0 | Kickers Luzern (5) |
| ------------ | --- | ------------------ |
| Rebronja 8'  |     |                    |

| Wyler, Bern |

| 2021. augusztus 15. 17:00 CEST (UTC+2) |

| Someo (8) | 0–7 | Aarau (2)                                                                |
| --------- | --- | ------------------------------------------------------------------------ |
|           |     | Rrudhani 7' Almeida 13' (11-esből) 28' 50' Spadanuda 75' 77' Caserta 88' |

| Campo La Pineta, Maggia |

| 2021. augusztus 15. 20:00 CEST (UTC+2) |

| Coffrane (5) | 1–4 | Buochs (4)                                  |
| ------------ | --- | ------------------------------------------- |
| Briancon 55' |     | Yildiz 4' Ruedi 42' Berisha 66' Neziraj 82' |

| BEG Stadion, Coffrane |

## Második kör
A második kör meccseit 2021. szeptember 17 és 19. között bonyolították le.
| 2021. szeptember 17. 19:30 CEST (UTC+2) |

| Kriens (2) | 0–1 | Zürich (1)     |
| ---------- | --- | -------------- |
|            |     | Marchesano 19' |

| Stadion Kleinfeld, Kriens |

| 2021. szeptember 17. 19:30 CEST (UTC+2) |

| Bulle (4)                    | 2–3 (h. u.) | Lausanne-Sport (1)               |
| ---------------------------- | ----------- | -------------------------------- |
| Deschenaux 47' Zohouri 90+5' |             | Genoud 9' George 11' Zohouri 95' |

| Stade de Bouleyres, Bulle |

| 2021. szeptember 17. 20:00 CEST (UTC+2) |

| Yverdon (2)                     | 3–0 | Wil (2) |
| ------------------------------- | --- | ------- |
| Koné 17' Vladi 32' Eberhard 87' |     |         |

| Stade Municipial, Yverdon-les-Bains |

| 2021. szeptember 17. 20:00 CEST (UTC+2) |

| Neuchâtel Xamax (2) | 0–1 | Lugano (1)  |
| ------------------- | --- | ----------- |
|                     |     | Lungoyi 89' |

| Stade de la Maladière, Neuchâtel |

| 2021. szeptember 17. 20:00 CEST (UTC+2) |

| Concordia (5) | 1–4 | Servette (1)                         |
| ------------- | --- | ------------------------------------ |
| Alessio 20'   |     | Schalk 10' 90' Rodelin 47' Imeri 86' |

| Stadion Rankhof, Bázel |

| 2021. szeptember 18. 15:00 CEST (UTC+2) |

| Black Stars (3) | 1–3 | Biel-Bienne (3)                               |
| --------------- | --- | --------------------------------------------- |
| Jankowski 89'   |     | Garcia 53' Nuzzolo 82' Adjei 90+3' (11-esből) |

| Buschwilerhof, Bázel |

| 2021. szeptember 18. 17:00 CEST (UTC+2) |

| Lausanne Ouchy (2)                         | 4–0 | Sion (1) |
| ------------------------------------------ | --- | -------- |
| Chader 13' Hadji 36' Ajdini 50' Bayard 90' |     |          |

| Centre sportif de Vidy, Lausanne |

| 2021. szeptember 18. 18:00 CEST (UTC+2) |

| Paradiso (4) | 0–1 | Aarau (2)     |
| ------------ | --- | ------------- |
|              |     | Spadanuda 84' |

| Pian Scairolo, Paradiso |

| 2021. szeptember 18. 18:00 CEST (UTC+2) |

| Étoile Carouge (3)             | 3–1 | Winterthur (2) |
| ------------------------------ | --- | -------------- |
| Kursner 1' Mettler 22' Dia 62' |     | Schättin 36'   |

| Stade de la Fontenette, Carouge |

| 2021. szeptember 18. 18:00 CEST (UTC+2) |

| Buochs (4)             | 1–2 (h. u.) | Luzern (1)             |
| ---------------------- | ----------- | ---------------------- |
| Neziraj 69' (11-esből) |             | Sorgić 45' Ugrinic 94' |

| Stadion Seefeld, Buochs |

| 2021. szeptember 18. 19:00 CEST (UTC+2) |

| Bosporus (6) | 0–11 | Schaffhausen (2)                                                                                       |
| ------------ | ---- | --- |
|              |      | Kalem 5' 22' 54' Padula 39' 45+1' 84' Prtajin 50' 55' Müller 63' Rodríguez 80' (11-esből) Kastrati 90' |

| Wyler, Bern |

| 2021. szeptember 18. 20:15 CEST (UTC+2) |

| Thun (2)   | 1–0 | Grasshoppers (1) |
| ---------- | --- | ---------------- |
| Sutetr 59' |     |                  |

| Stockhorn Arena, Thun |

| 2021. szeptember 19. 14:30 CEST (UTC+2) |

| Rorschach (5) | 0–3 | Basel (1)                         |
| ------------- | --- | --------------------------------- |
|               |     | Millar 35' Xhaka 62' Palacios 79' |

| Sportanlage Kellen, Goldach |

| 2021. szeptember 19. 15:00 CEST (UTC+2) |

| Chênois (4)             | 2–7 | St. Gallen (1)                                               |
| ----------------------- | --- | ------------------------------------------------------------ |
| Munishi 66' Clement 69' |     | Schubert 9' 30' 41' 45+1' Stillhart 62' Cabral 75' Besio 88' |

| Stade des Trois-Chêne, Thônex |

| 2021. szeptember 19. 16:00 CEST (UTC+2) |

| Porrentruy (6) | 0–3 | Chiasso (3)               |
| -------------- | --- | ------------------------- |
|                |     | Correia 54' Evans 82' 86' |

| Stade du Tirage, Porrentruy |

| 2021. szeptember 19. 16:00 CEST (UTC+2) |

| Iliria (6) | 1–7 | Young Boys (1)                                                    |
| ---------- | --- | ----------------------------------------------------------------- |
| Elezi 79'  |     | Sulejmani 15' Kanga 29' 43' 66' Maceiras 33' Rieder 35' Bürgy 44' |

| Mittleres Brüh, Solothurn |

## Harmadik kör
A harmadik kör meccseit 2021. október 26-án és 27-én bonyolították le.
| 2021. október 26. 19:00 CEST (UTC+2) |

| Aarau (2) | 0–1 | Lausanne-Sport (1) |
| --------- | --- | ------------------ |
|           |     | Amdouni 56'        |

| Stadion Brügglifeld, Aarau |

| 2021. október 26. 20:00 CEST (UTC+2) |

| Biel-Bienne (3)      | 1–0 | Lausanne Ouchy (2) |
| -------------------- | --- | ------------------ |
| Beyer 89' (11-esből) |     |                    |

| Tissot Arena, Biel |

| 2021. október 26. 20:15 CEST (UTC+2) |

| Yverdon (2)    | 2–2 (h. u.) | Zürich (1)                |
| -------------- | ----------- | ------------------------- |
| Beleck 43' 94' |             | Gnonto 71' Hornschuh 104' |
| Büntetőpárbaj  |             |                           |
|                | 11–10       |                           |

| Stade Municipial, Yverdon-les-Bains |

| 2021. október 27. 19:00 CEST (UTC+2) |

| Lugano (1)           | 2–1 | Young Boys (1) |
| -------------------- | --- | -------------- |
| Celar 20' Amoura 82' |     | Rieder 90'     |

| Cornaredo stadion, Lugano |

| 2021. október 27. 19:00 CEST (UTC+2) |

| Étoile Carouge (3) | 1–0 | Basel (1) |
| ------------------ | --- | --------- |
| Kursner 54'        |     |           |

| Stade de la Fontenette, Carouge |

| 2021. október 27. 19:30 CEST (UTC+2) |

| Chiasso (3)  | 1–2 | St. Gallen (1) |
| ------------ | --- | -------------- |
| Farnerud 88' |     | Duah 79' 107'  |

| Stadio Comunale, Chiasso |

| 2021. október 27. 20:00 CEST (UTC+2) |

| Thun (2)                                        | 4–1 | Servette (1)   |
| ----------------------------------------------- | --- | -------------- |
| Dzonlagic 57' Bürki 60' Gerndt 65' Havenaar 83' |     | Stevanović 44' |

| Stockhorn Arena, Thun |

| 2021. október 27. 20:15 CEST (UTC+2) |

| Schaffhausen (2) | 0–2 | Luzern (1)           |
| ---------------- | --- | -------------------- |
|                  |     | Ndiaye 30' Tasar 88' |

| LIPO Park Schaffhausen, Schaffhausen |

## Negyeddöntő
A negyeddöntő meccseit 2022. február 8. és 10. között bonyolították le.
| 2022. február 8. 20:00 CEST (UTC+2) |

| Yverdon (2)           | 1–0 | Lausanne (1) |
| --------------------- | --- | ------------ |
| Beleck 22' (11-esből) |     |              |

| Stade Municipal, Yverdon |

| 2022. február 9. 20:00 CEST (UTC+2) |

| Étoile Carouge (3) | 1–2 | St. Gallen (1)            |
| ------------------ | --- | ------------------------- |
| Konan 81'          |     | Görtler 23' Jankewitz 66' |

| Stade de la Fontenette, Carouge |

| 2022. február 9. 20:30 CEST (UTC+2) |

| Biel-Bienne (3) | 0–5 | Luzern (1)                                      |
| --------------- | --- | ----------------------------------------------- |
|                 |     | Emini 13' 82' Sorgić 44' Dräger 45+1' Campo 68' |

| Tissot Arena, Biel |

| 2022. február 10. 18:30 CEST (UTC+2) |

| Thun (2)                                  | 3–4 | Lugano (1)                                           |
| ----------------------------------------- | --- | ---------------------------------------------------- |
| Sutter 32' Dorn 50' Gerndt 84' (11-esből) |     | Haile-Selassie 12' Yuri 14' Sabbatini 73' Lovrić 81' |

| Stockhorn Arena, Thun |

## Elődöntő
Az elődöntő meccseit 2022. április 21-én bonyolították le.
| 2022. április 21. 19:00 |

| Yverdon-Sport | 0–2 | St. Gallen                    |
| ------------- | --- | ----------------------------- |
|               |     | Guillemenot 54' Quintillà 60' |

| Stade Municipial, Yverdon-les-Bains |

| 2022. április 21. 19:00 |

| Lugano                          | 2–2 (h. u.) | Luzern                             |
| ------------------------------- | ----------- | ---------------------------------- |
| Celar 72' 93' (11-esből)        |             | Sidler 89' Abubakar 119'           |
| Büntetőpárbaj                   |             |                                    |
| Marić Lovrić Yuri Ziegler Celar | 4–3         | Schulz Campo Ugrinic Schürpf Tasar |

| Cornaredo stadion, Lugano |

## Döntő
A döntő 2022. május 15-én került megrendezésre.
| 2022. május 15. 14:00 |

| Lugano                                               | 4–1 | St. Gallen  |
| ---------------------------------------------------- | --- | ----------- |
| Celar 5' Custodio 44' Bottani 58' Haile-Selassie 70' |     | Maglica 21' |

| Stadion Wankdorf, Bern Nézőszám: 28 500 Játékvezető: Urs Schnyder |